# Hidden Orchestra
Hidden Orchestra (МФА [ˈhɪdᵊn ˈɔːkɪstrə], укр. «Потаємний оркестр») — сольний студійний проєкт композитора-мультиінструменталіста та продюсера Джо Ейксона (Joe Acheson), до чиїх альбомів та виступів наживо залучаються інші музиканти з різноманітним музичним підґрунтям. Проєкт сформовано в Единбурзі, а постійними його учасниками є Поппі Екройд (Poppy Ackroyd) (скрипка/фортепіано), а також ударники Тім Лейн (Tim Lane) та Джеймі Ґрем (Jamie Graham).
Ейксон записує всіх музикантів окремо, а потім поєднує записи на студії таким чином, наче грає оркестр. Він використовує польовий звукозапис, бас, ударні та перкусію.
Дебютний альбом проєкту Hidden Orchestra під назвою Night Walks («Нічні прогулянки») було опубліковано у вересні 2010 року лейблом Tru Thoughts. Альбом поєднував елементи джазу, класичної музики, драм-енд-бейсу, року та хіп-хопу.  Природні звуки поєднуються з електронними ефектами.
BBC Radio 1 відзначили Night Walks як Альбом місяця. У січні 2011 року було лейблом Denovali було опубліковано люкс-версію альбому на вінилі.
Альбом Archipelago (Архіпелаг) містить елементи суфійської музики, модального джазу, прогресивного року, а також звуки вітру та співи птахів. Альбом став популярним, тому було також випущено два альбоми реміксів.
Hidden Orchestra створював музику для гри Creaks, розробленої чеською студією Amanita Design, і випущеної в липні 2020 року.

## Дискографія
Студійні альбоми
- Night Walks (Нічні прогулянки) (2010)
- Archipelago (Архіпелаг) (2012)
- Dawn Chorus (Світанковий хор) (2017)
- To Dream Is to Forget (Заснути — забути) (2023)

Міньйон
- Flight (Політ) (2011)

Ремікси
- Archipelago Remixes (Архіпелаг: Ремікси) (2013)
- Reorchestrations (Переоркестровки) (Denovali, 2015)
- Wingbeats (Плескіт крил) (2016)
- Dawn Chorus Remix Collection (Світанковий хор: Колекція реміксів) (2018)[1]

Наживо
- Наживо в Центрі творчості Аттенборо (2019)

Саундтреки
- Creaks (2020)

## Зовнішні посилання
- Офіційний сайт